# Leucadendron concavum
Espèce
Leucadendron concavum est une espèce de plantes à fleurs de la famille des Proteaceae. Elle fait partie du fynbos et est originaire du Cap occidental où elle est présente au col de Pakhuis dans le Cederberg.

## Description
L'arbuste mesure 1,5 m de haut et fleurit en septembre. L'espèce est dioïque, les fleurs mâles et femelles pollinisées par les insectes se trouvant sur des plantes séparées. Les graines sont stockées dans les cônes femelles. La dispersion des graines est passive, chute, peut-être un peu de dispersion par le vent.

## Répartition et habitat
Leucadendron concavum est une plante rare présente dans le grès du fynbos dans le Cederberg au col de Pakhuis (en) en Afrique du Sud. La plante pousse principalement sur un plateau sablonneux à une altitude de 1 000 m.

## Écologie
En cas d'incendie, la plante meurt mais les graines survivent. Les graines sont libérées après maturation, collectées par les rongeurs et stockées dans des caches souterraines, où elles sont protégées et germent après les incendies.

## Dénominations
Cette plante est appelée Pakhuis conebush en anglais, et Pakhuistolbos en afrikaans.

## Systématique
Le nom correct complet (avec auteur) de ce taxon est Leucadendron concavum I.Williams (d).

### Étymologie
Le nom de genre Leucadendron vient du grec leukos « brillant, blanc » et dendron « arbre ». Son épithète spécifique concavum vient du latin concavus « creux et rond »,